# メディアタイムズ
『メディアタイムズ』は、NHK Eテレで2017年10月12日から2022年3月17日まで放送されていた教育番組（学校放送）。

## 概要
前番組の「メディアのめ」（2012年度 - 2017年度上期）同様、さまざまなメディアの特性を余すところなく紹介。ドラマとVTRの2つのパートを通して、「メディア・リテラシー」の力を育む番組である。
新規制作回は2018年度までで、2019年度以降は過去の制作回のリピート放送となった。
2021年度をもってテレビでの放送を終了。後継番組は『アッ！とメディア〜 @media 〜』。『NHK for School』公式サイトでは後継番組の本数が揃う2022年9月までは引き続き視聴可能。

## 出演者
安達コーヘイ
演 - 高杉真宙
メディアタイムズの駆け出しディレクター。おっちょこちょいな性格。
里見キョウコ
演 - 鈴木砂羽
メディアタイムズのプロデューサー。元々は、大手テレビ局でディレクターを務めていた。
後藤ヒロノブ
演 - 古舘寛治
メディアタイムズの編集・ウェブ・技術関係の仕事をすべて担当している。
後藤リカ
演 - 芦田愛菜
後藤の一人娘で、後藤の職場であるメディアタイムズによく出入りしている中学一年生。

## スタッフ
- 脚本 - 大歳倫弘
- オープニングテーマ - フジファブリック「1／365」
- タイトル映像 - 林響太郎、いよりさき
- 制作・著作 - NHK

## 放送リスト

### 2017年度
| 回     | サブタイトル                    | 初回放送日     |
| ------ | ------------------------------- | -------------- |
| 第0回  | 動画クリエイター                | 2017年06月18日 |
| 第1回  | 思いを届ける新聞づくり          | 10月12日       |
| 第2回  | 写真は“ありのまま”を伝えている? | 10月26日       |
| 第3回  | 心を動かす!ドラマの演出         | 11月09日       |
| 第4回  | 正確に分かりやすく!情報番組     | 11月30日       |
| 第5回  | アニメは自由に表現できる?       | 12月07日       |
| 第6回  | 記憶に残るCMづくり              | 2018年01月11日 |
| 第7回  | みんなで作る!口コミサイト       | 01月25日       |
| 第8回  | この記事どう思う?ネットニュース | 02月08日       |
| 第9回  | ターゲットはあなた!ネット広告   | 02月22日       |
| 第10回 | フェイクニュースを見抜くには    | 03月08日       |

### 2018年度
※サブタイトルが太字表記の回は新作
| 回     | サブタイトル                        | 初回放送日     |
| ------ | ----------------------------------- | -------------- |
| 第1回  | 好きなことができる?動画クリエイター | 2017年06月18日 |
| 第2回  | 思いを届ける新聞づくり              | 2017年10月12日 |
| 第3回  | 写真は“ありのまま”を伝えている?     | 2017年10月26日 |
| 第4回  | この記事どう思う?ネットニュース     | 2018年02月08日 |
| 第5回  | フェイクニュースを見抜くには        | 2018年03月08日 |
| 第6回  | ターゲットはあなた!ネット広告       | 2018年02月22日 |
| 第7回  | アニメは自由に表現できる?           | 2017年12月07日 |
| 第8回  | どこまでがOK?著作権                 | 2018年08月23日 |
| 第9回  | 何を選んで伝える?テレビニュース     | 2018年09月13日 |
| 第10回 | 正確に分かりやすく!情報番組         | 2017年11月30日 |
| 第11回 | “リアル”に見せる!ドラマの演出       | 2017年11月09日 |
| 第12回 | 伝える意図を明確に 映像編集         | 2018年10月25日 |
| 第13回 | 記憶に残るCMづくり                  | 2018年01月11日 |
| 第14回 | “心を動かす”キャッチコピー          | 2018年11月22日 |
| 第15回 | どこまでつながる?SNS                | 2018年12月06日 |
| 第16回 | 話題を巻き起こす!PR                 | 2019年01月10日 |
| 第17回 | みんなで作る!口コミサイト           | 2018年01月25日 |
| 第18回 | どうあつかう?統計調査               | 2019年02月07日 |
| 第19回 | どうやって作られる?イメージ         | 2019年02月21日 |
| 第20回 | 身につけよう!メディア・リテラシー   | 2019年03月07日 |